# Tomie Kataoka
Tomie Kataoka (片岡富枝?, Kataoka Tomie; Matsudo, 2 novembre 1944) è un'attrice e doppiatrice giapponese appartenente alla compagnia teatrale Seinenza. È nata a Matsudo, nella prefettura di Chiba. Il suo gruppo sanguigno è A..

## Doppiaggio

### Serie animate
- Nanà Supergirl (Gina)
- Sui monti con Annette (Signora Morel)
- Le avventure della dolce Kati (Enrica)
- Lovely Sara (Zia Eliza)
- Pollyanna (Betty Murphy)
- Piccolo Lord (Irma)
- Viaggiando nel tempo (L'imperatrice)
- Papà Gambalunga (Estelle, Vera)
- Moominland, un mondo di serenità (Morran)
- Akazukin Chacha (Bonnie)

### OAV
- Sakura taisen - Ōka kenran (Proprietaria)

### Film d'animazione
- C'era una volta Windaria (Isis)
- Ponyo sulla scogliera

### Videogiochi
- Kingdom Hearts II (Kanga, Shenzi)
- Octopath Traveler II (Madre)
- Super Robot Wars X (Bibide Baba Debu)
- Triangle Strategy (Groma Jurgina)